# 矢内原美邦

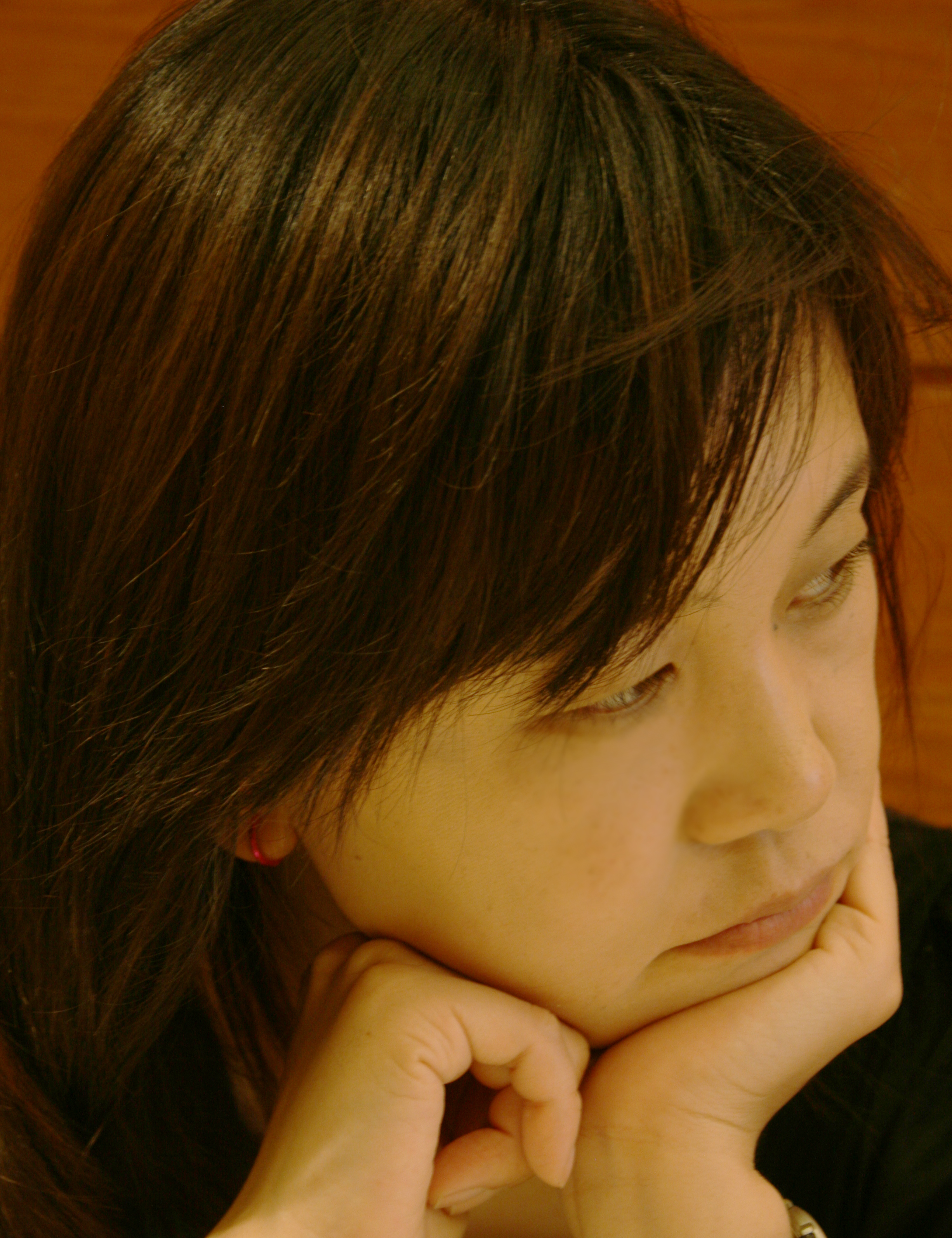

矢内原美邦（やないはら みくに、1971年1月25日 - ）は、日本の振付家・演出家・劇作家。ニブロール、ミクニヤナイハラプロジェクト主宰。愛媛県今治市出身。

## 経歴
- 1989年、愛媛県立今治南高等学校卒業。
- 1993年、大阪体育大学舞踊学科卒業。
- 1993年、デューク大学舞踊学科留学。
- 1996年、神奈川芸術財団ASK舞踊メンバー。
- 1997年、ダンスカンパニー・ニブロール結成。
- 2002年、東京造形芸術大学舞踊学科非常勤講師。
- 2003年、桜美林大学舞踊舞踊学科非常勤講師。
- 2005年、ミクニヤナイハラプロジェクト始動。
- 2010年　近畿大学文芸学部舞台芸術学科准教授。
- 2021年　岸田国士戯曲賞選考委員となる。
- 2015年近畿大学文芸学部舞台芸術学科教授。

### 受賞歴
- 1988年、1989年、全国高校ダンスコンクール in 神戸 NHK賞（振付）受賞。
- 1993年、EDUCATIONAL DANCE コンクール作品賞受賞。
- 1994年、京都ALTY舞踊フェスティバル芸術賞受賞。
- 1999年、エノモトアート賞受賞。
- 2000年、千年芸術祭入選作品賞受賞。
- 2002年、ランコントレ・コレオグラフィック・アンテルナショナル・ドゥ・セーヌ・サン・ドニ(旧バニョレ振付賞)横浜プラットフォーム　ナショナル協議員賞受賞。
- 2004年、MOMコンテンポラリー賞受賞。
- 2008年、『青ノ鳥』で第52回岸田國士戯曲賞候補。
- 2009年、ダンスフォーラム賞大賞受賞。
- 2010年、シェイクスピア・コンペ　優秀賞受賞。
- 2012年、『前向き！タイモン』で第56回岸田國士戯曲賞受賞[1]。第61回横浜文化賞文化・芸術奨励賞受賞。

上海ビエンナーレ、瀬戸内国際芸術祭、妻有トリエンナーレ、NYキッチン、セルバンティーノ演劇祭、などに参加しているアーティスト

## 著書
- 『前向き!タイモン』白水社, 2012.5